# Schistidium andreaeopsis
Schistidium andreaeopsis är en bladmossart som beskrevs av Lazarenko 1940. Schistidium andreaeopsis ingår i släktet blommossor, och familjen Grimmiaceae. Inga underarter finns listade i Catalogue of Life.